# Crash! Che botte... Strippo strappo stroppio
Crash! Che botte... Strippo strappo stroppio è un film del 1973 diretto da Bitto Albertini.
È uno dei numerosi film della serie dei 3 Supermen (il terzo e ultimo diretto da Albertini), in cui più volte cambiano regista, interpreti e nomi dei personaggi, avviata col film I fantastici 3 Supermen del 1967. Il doppiaggio italiano è eseguito presso la C.D.S. con la collaborazione della compagnia C.I.D. (è uno degli ultimi film doppiati dalla C.I.D., che fallirà poco dopo, sostituita dal 1974 dalla D.E.F.I.S.). Nel film appare, non accreditato, un giovanissimo  Jackie Chan.